# 楊懋
楊懋（1425年—？），字克勤，浙江錢塘縣人，順天府宛平縣匠籍，明朝政治人物。進士出身。

## 生平
順天府鄉試第六十九名。景泰五年（1454年）甲戌科會試第一百五十名，殿試登進士第三甲第一百六十九名。

## 家族
曾祖楊純素。祖父楊敬先。父亲楊存忠。